# Damaliscus lunatus
Damaliscus lunatus — велика африканська антилопа з роду Damaliscus і підродини Alcelaphinae родини Bovidae, яка має ряд визнаних географічних підвидів. Загальні назви включають топі сасабі тіанг і цессебе.

## Опис
Довжина дорослої особини становить від 150 до 230 см. Це досить великі тварини, в середньому самці важать 137 кг, а самиці — 120 кг. Їхні роги коливаються від 37 см у самок до 40 см у самців. Для самців розмір рогу відіграє важливу роль у захисті території та привабленні партнера, хоча розмір рогу не корелює позитивно з територіальними факторами вибору партнера. Їхнє тіло каштаново-коричневе або червонувато-коричневе. Вони мають маскоподібне темне забарвлення на обличчі, а пучки хвоста чорні; верхня частина передніх кінцівок і стегна мають сіруваті, темно-пурпурні або синювато-чорні плями. Їхні задні кінцівки від коричнево-жовтого до жовтого, а живіт білий. У дикій природі топі зазвичай живуть максимум 15 років, але в цілому їх середня тривалість життя значно менша.

## Розповсюдження
Топі має тривале, але часткове поширення в Південній, Східній і Західній Африці, він віддає перевагу певним лукам у посушливих і саванних біомах. Людське полювання та модифікація середовища проживання ще більше ізолювали субпопуляції. Топі, як правило, або численні, або відсутні на території. Розсіяні популяції не існують довго і або збільшуються, або вимирають, залежно від доступу до зеленої рослинності. Стада мігрують між пасовищами. Велика міграція відбувається в Серенгеті, де вони приєднуються до антилоп гну, зебр і газелей.